# 房屋建造
房屋建設是指小型住宅、房屋或其他小型建筑物（例如仓库，牛棚等）的建造或施工。房屋建設時木匠、泥瓦匠、电工和管道工都要參與進來。